# 静岡学問所

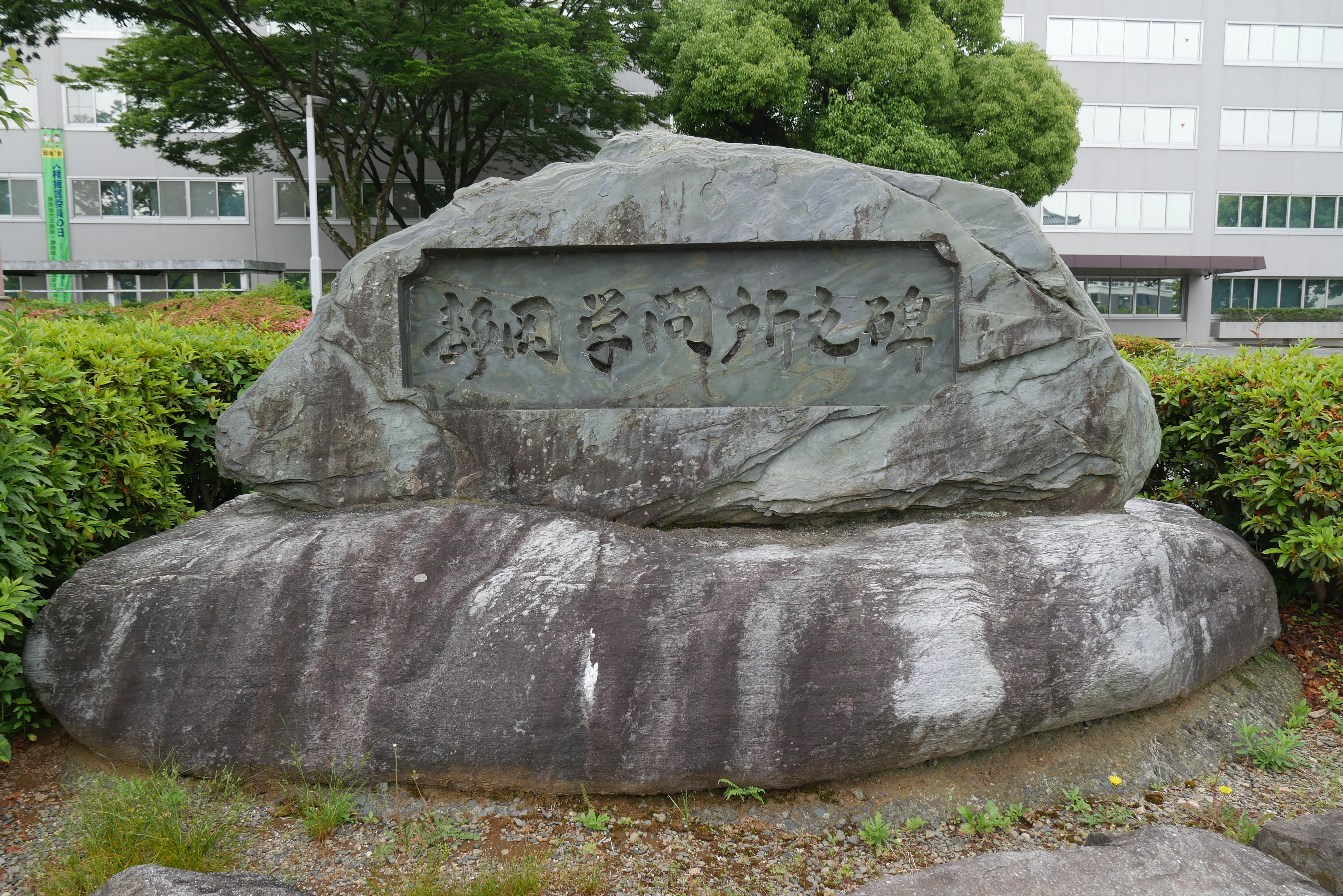
静岡市葵区、駿府公園近くにある静岡学問所之碑（2018年5月撮影）

静岡学問所（しずおかがくもんしょ）は、明治時代初期に駿府藩（静岡藩）が設置・運営した藩学校。1868年（明治元年）に開設され、1869年（明治2年）6月20日に「府中」が「静岡」と改称されるまでは、府中学問所や駿府学校などと呼ばれていた。この「静岡」の命名者は後に静岡学問所頭となる向山黄村である。
江戸幕府崩壊後、明治新政府から駿府藩に移封された徳川家は家中の立て直しを迫られており、教育改革として静岡学問所を設立した。設立に当たっては、昌平坂学問所や開成所、横浜語学所から教授や生徒、蔵書が移され、漢学、英学、仏学、独学、蘭学などのほか、国学、数学などが教えられた。1871年（明治4年）には、勝海舟がアメリカ人教授としてエドワード・ウォーレン・クラークを招き、物理、化学、語学や化学実験も行われるようになった。廃藩置県による静岡藩士の東京への引き揚げや、学制頒布に伴い、学問所は1872年（明治5年）に廃校となった。その後、人見寧(人見 勝太郎)により私立英学校賤機舎として再組織された。

## 沿革
1868年（慶応4年）8月15日、明治政府から徳川家相続を認められて当主となった徳川家達（当時は亀之助）が駿府城に入り、一部の旧幕臣も無禄のまま藩主に従って移住した。徳川家はその中から、人材を養育し、実力を養うことで家中再興を図った。そのような背景があって、1868年（慶応4年）9月8日に、学問所の開設布令が出された。1868年（明治元年）11月28日、駿府城横内御門内の元勤番組頭屋敷に学問所が仮開設された。その後11月の半ばに四つ足御門内の元御定番屋敷に移転し正式に授業が始まった。

### 集学所
集学所は、1871年（明治4年）に、大谷村大正寺に開かれた、学問所の学生有志のための校舎兼宿舎である。集学所では、漢学と剣道が主として教えられたが、クラークによる理科実験も行われていた。設立に当たり、静岡藩は金子200両を大正寺に与え、1871年（明治4年）9月の火災により大正寺が焼失した際には、集学所のために浅間神社前の家屋敷を貸与した。

### 伝習所
伝習所は、1871年（明治4年）にアメリカ合衆国から来日した静岡藩御雇教師E・W・クラークのための校舎である。クラークは、ラトガース大学出身の理科教授であり、来日当時は22歳であった。クラークは、物理、化学、数学を担当し、講義は英語とフランス語で行われた。伝習所には外国製の各種実験道具や薬品類が揃えられ、綿火薬、硝酸グリセリン、ダイナマイト、水銀爆発薬等の爆薬に関する予備実験も行われた。

## 生徒
領内の武士、神官、僧侶、百姓町人、子弟や居候、召使いなど、身分にかかわらず学問に志あるものに入学をゆるし、庶民にも本人の努力次第で身分、門閥によらず立身出世のできる途を開いた。

## 廃止
1872年（明治5年）6月に中村正直が明治政府へ登用されるなど、学問所の教授や学生が引き抜かれていった。同年8月3日、文部省は学制頒布と同時に従来あった私塾などの廃止を命じた 。その後、「従前どおりでよい」という達しがあったものの、8月中に廃止が命ぜられた。教官は解任され、公社や備品は県が引き継いだ。

### 廃校後
- 学問所廃校後は伝習所は私塾として存続していたが、1873年（明治6年）12月23日にクラークが開成学園に転任になるに伴いこれも廃止となった。残された教師と生徒は集学所に移った[12]。
- クラークが去って後、集学所は集学所学頭の人見寧により賤機舎と名称を改め、私立英語学校として新たに発足した[3][12]。
- 昌平坂学問所や開成所、横浜語学所から移した蔵書の一部や、学問所時代に収集した書籍は、1875年（明治8年）に静岡師範学校に移された後、1925年（大正14年）に静岡県立葵文庫（後の静岡県立中央図書館）に引き継がれた。当時の蔵書は現在では特別コレクション「葵文庫」となっている[13]。これらは現在全て電子化されており、デジタルライブラリー「ふじのくにアーカイブ」でダウンロードも可能である。

## 学問所の人物
- 津田真道 - 学問所頭[14]
- 向山黄村 - 学問所頭[14]
- 中村正直 - 一等教授[14]
- 人見寧 - 学問処大長（校長に相当）[15]
- 岩橋教章 - 絵図方[16]

### 教授（明治2年）[17]
- 学問所頭
  - 向山黄村
  - 津田眞一郎
- 御書學御師範
  - 木村市左衛門
- 和學御用取扱
  - 中坊陽之助
- 一等教授
  - 中村敬助
- 二等敎授
  - 望月萬一郎
  - 宮原壽三郞
  - 長田銈之助
- 二等格學問御用取扱
  - 杉亨二
  - 東條禮藏
  - 名村五八郞
  - 外山捨八郎
  - 田中周太郎
- 三等敎授
  - 長谷部甚彌
  - 浦野鐃一郎
  - 新藤熊之丞
  - 越 榮之助
- 四等敎授
  - 芹澤孝之助
  - 三浦八郎左衛門
  - 杉德八郎
  - 湯淺源治
- 五等教授
  - 布施金彌
  - 富山譲助
  - 岡田主稅
  - 小田切鋼一郎
- 學問所組頭
  - 木平五左衛門
- 同勤方
  - 中従助
- 同調役
  - 若泉八郎
  - 中村小周次
  - 同並 中山教之助
- 同下役
  - 爲貝友輔
  - 中島莊一郎
  - 若林榮三郞
  - 矢部彦兵衞
  - 鵞山省内
- 救授世話心得
  - 新見史雄
  - 長瀧庄蔵
  - 若林誠三郎
  - 山菅鉢之丞
  - 星野鐵太郎
  - 清水源治右衞門